# I'm Not Twenty
I'm Not Twenty is de Engelse versie van de single J'ai Pas Vingt Ans van de Franse zangeres Alizée. De single is gemaakt in samenwerking met Mylène Farmer en Laurent Boutonnat en kwam uit in 2003.